# Vert-en-Drouais
Vert-en-Drouais est une commune française située dans le département d'Eure-et-Loir en région Centre-Val de Loire.

## Géographie

### Situation
La commune de Vert-en-Drouais se trouve à 87 kilomètres-route à l'ouest de la capitale Paris, à 44 kilomètres-route au nord de la préfecture de Chartres (38,1 km à vol d'avion) et à 4 km à l'ouest de la sous-préfecture de Dreux.
Vert-en-Drouais est situé au nord du département d'Eure-et-Loir, aux confins de la Beauce et de la Normandie.
La commune marque la séparation entre les régions Normandie et Centre-Val de Loire, entre les départements de l’Eure et d'Eure-et-Loir, entre le Pays d'Avre, d'Eure et d'Iton et le pays Drouais.

### Communes limitrophes
Les huit communes limitrophes de Vert-en-Drouais sont : Saint-Germain-sur-Avre au nord-est, Mesnil-sur-l'Estrée au nord, Muzy au nord-ouest (trois communes de l'Eure) et Dreux à l'est, Vernouillet au sud-est, Allainville au sud, Louvilliers-en-Drouais au sud-ouest, Saint-Rémy-sur-Avre à l'ouest (cinq communes d'Eure-et-Loir).
| Saint-Germain-sur-Avre (Eure) | Mesnil-sur-l'Estrée (Eure) | Muzy (Eure) |
| Saint-Rémy-sur-Avre           | Vert-en-Drouais            | Dreux       |
| Louvilliers-en-Drouais        | Allainville                | Vernouillet |

### Géologie et relief
La commune de Vert-en-Drouais s’établit sur la rive droite de la vallée de l'Avre, la rive gauche étant occupée par Mesnil-sur-l'Estrée.
L’altitude la plus basse à Vert-en-Drouais part de 80 m au niveau de l’Avre, elle atteint 90 m au niveau du bourg et culmine à 140 m au sud à la pyramide routière frontalière.
Le paysage est typiquement celui d’une vallée: le lit inondable de la rivière est occupé par des pâturages et du bocage puis suit une urbanisation assez dense sur le versant avec le bourg et les hameaux du Plessis et du Luat) jusque sur le plateau qui est le siège de cultures extensives, céréales et oléagineux.
Les nombreuses zones boisées, en majorité des chênes pubescents, assurent la jonction entre le coteau et le plateau.
Le sol est de type crétacé supérieur : craies en profondeur et argile à silex en surface.
L’association Biocentre a été délégué pour établir une étude sur la mise des terrains constructibles en terrain d'agriculture biologique afin de prévenir toute pollution des eaux de captages.
L'aqueduc de l'Avre traverse Vert-en-Drouais au sud-est de la commune.

### Climat
Pour des articles plus généraux, voir Climat du Centre-Val de Loire et Climat d'Eure-et-Loir.
En 2010, le climat de la commune est de type climat océanique dégradé des plaines du Centre et du Nord, selon une étude du CNRS s'appuyant sur une série de données couvrant la période 1971-2000. En 2020, Météo-France publie une typologie des climats de la France métropolitaine dans laquelle la commune est dans une zone de transition entre le climat océanique et le climat océanique altéré et est dans la région climatique Sud-ouest du bassin Parisien, caractérisée par une faible pluviométrie, notamment au printemps (120 à 150 mm) et un hiver froid (3,5 °C).
Pour la période 1971-2000, la température annuelle moyenne est de 10,6 °C, avec une amplitude thermique annuelle de 14,3 °C. Le cumul annuel moyen de précipitations est de 602 mm, avec 10,4 jours de précipitations en janvier et 8 jours en juillet. Pour la période 1991-2020, la température moyenne annuelle observée sur la station météorologique de Météo-France la plus proche, sur la commune de Laons à 11 km à vol d'oiseau, est de 11,1 °C et le cumul annuel moyen de précipitations est de 561,4 mm,. Pour l'avenir, les paramètres climatiques de la commune estimés pour 2050 selon différents scénarios d'émission de gaz à effet de serre sont consultables sur un site dédié publié par Météo-France en novembre 2022.

## Urbanisme

### Typologie
Au 1er janvier 2024, Vert-en-Drouais est catégorisée commune rurale à habitat dispersé, selon la nouvelle grille communale de densité à 7 niveaux définie par l'Insee en 2022.
Elle est située hors unité urbaine. Par ailleurs la commune fait partie de l'aire d'attraction de Paris, dont elle est une commune de la couronne,.

### Occupation des sols
L'occupation des sols de la commune, telle qu'elle ressort de la base de données européenne d’occupation biophysique des sols Corine Land Cover (CLC), est marquée par l'importance des territoires agricoles (65,5 % en 2018), une proportion identique à celle de 1990 (65,5 %). La répartition détaillée en 2018 est la suivante : 
terres arables (61,8 %), forêts (19,6 %), zones urbanisées (12 %), zones agricoles hétérogènes (2,8 %), eaux continentales (2,8 %), prairies (0,9 %). L'évolution de l’occupation des sols de la commune et de ses infrastructures peut être observée sur les différentes représentations cartographiques du territoire : la carte de Cassini (XVIIIe siècle), la carte d'état-major (1820-1866) et les cartes ou photos aériennes de l'IGN pour la période actuelle (1950 à aujourd'hui).

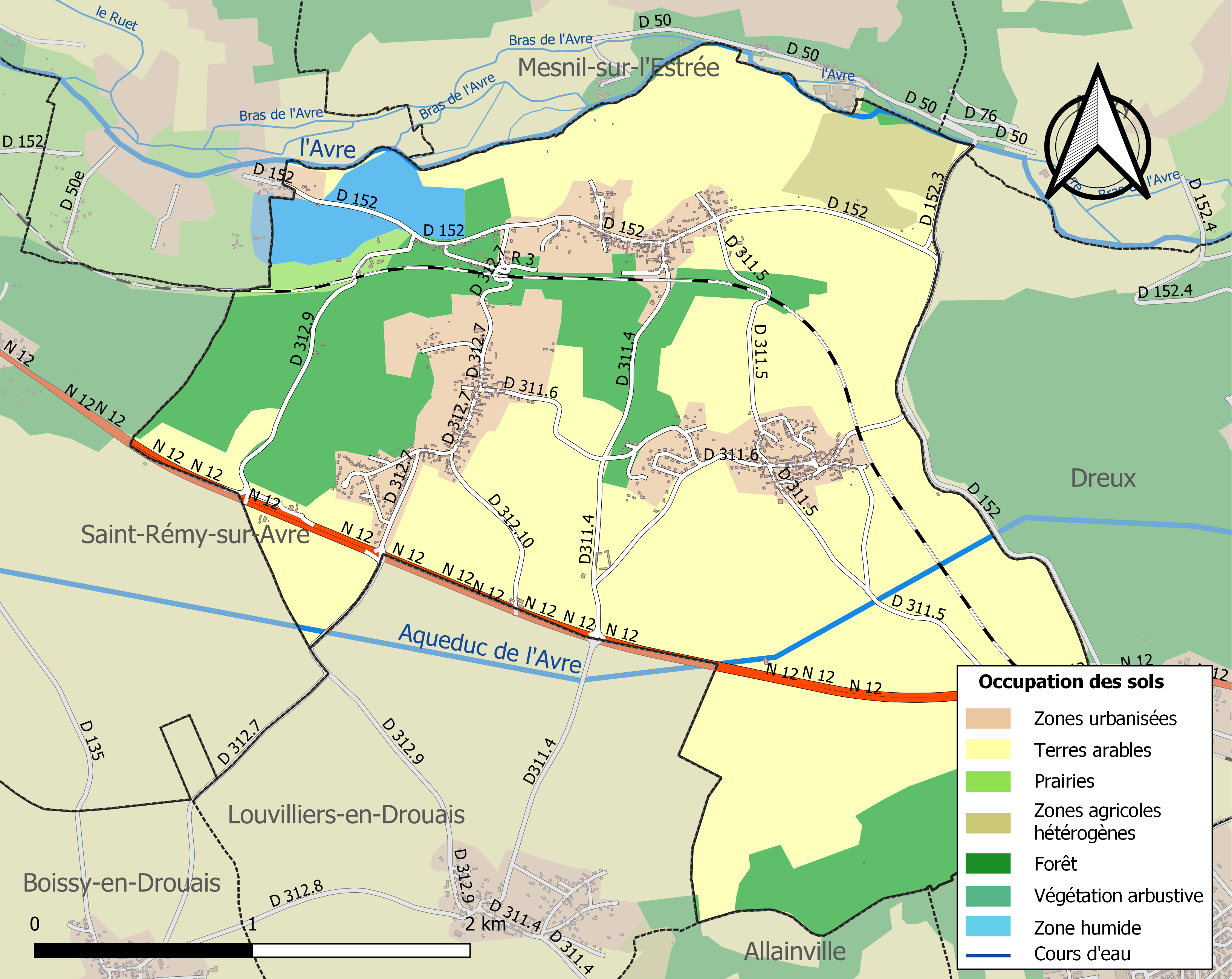
Carte des infrastructures et de l'occupation des sols de la commune en 2018 (CLC).

### Morphologie urbaine
La superficie de la commune de Vert-en-Drouais est de 9,7 km2. Son habitat est majoritairement localisé au bourg proprement dit et minoritairement dispersé dans deux hameaux principaux : le Luat-sur-Vert et le Plessis-sur-Vert (ou Plessis-Boussard), et plusieurs unités urbaines attenantes ou isolées : Les Fontaines, L'Orme, Marsalin, Menoue, La Détourbe, La Moufle, La Planchette, La Sablonnière, Le Clos Barreau, Le Puits Fonty, etc.

### Habitat et logement
En 2018, le nombre total de logements dans la commune était de 510, alors qu'il était de 509 en 2013 et de 466 en 2008.
Parmi ces logements, 88 % étaient des résidences principales, 6,1 % des résidences secondaires et 5,9 % des logements vacants. Ces logements étaient pour 94 % d'entre eux des maisons individuelles et pour 2 % des appartements.
Le tableau ci-dessous présente la typologie des logements à Vert-en-Drouais en 2018 en comparaison avec celle d'Eure-et-Loir et de la France entière. Une caractéristique marquante du parc de logements est ainsi une proportion de résidences secondaires et logements occasionnels (6,1 %) supérieure à celle du département (6 %) et à celle de la France entière (9,7 %). Concernant le statut d'occupation de ces logements, 91,7 % des habitants de la commune sont propriétaires de leur logement (91,8 % en 2013), contre 66,2 % pour d'Eure-et-Loir et 57,5 pour la France entière.
| Typologie                                               | Vert-en-Drouais | Eure-et-Loir | France entière |
| ------------------------------------------------------- | --------------- | ------------ | -------------- |
| Résidences principales (en %)                           | 88              | 85,4         | 82,1           |
| Résidences secondaires et logements occasionnels (en %) | 6,1             | 6            | 9,7            |
| Logements vacants (en %)                                | 5,9             | 8,6          | 8,2            |

### Voies de communication et transports

#### Voies de communication
Les accès à la ville de Vert-en-Drouais sont assurés par une série de voies routières Les principales sont :
- la RN 12 arrivant de Paris via Dreux et traverse le sud de la commune avec deux échangeurs complets. La N 12 quitte Vert-en-Drouais en pénétrant dans Saint-Rémy-sur-Avre pour se terminer à Brest via Alençon, Rennes et Saint-Brieuc ;
- la RN 154 de Orléans à Rouen suit le trajet de la N 12 ;
- la D 152 né au niveau de la RN 12 à la frontière avec Dreux. La D 152 longe le bois des Buisson, passe au-dessus de l'aqueduc de l'Avre et continue jusqu'au carrefour avec la D 311.6. La D 152 poursuit jusqu'au carrefour de la Croix Saint-Jacques. À cet endroit, la D 152 croise la D 152.3 qui est emprunté par le GR 22 longeant l'Avre et le « chemin Anglo-normand » du chemin de Saint-Jacques-de-Compostelle qui remonte dans le bois des Buisson. La D 152 traverse le bourg, passe entre le lac Générale chaussée droite, et le lac de Marcelin chaussée gauche et quitte Vert-en-Drouais en pénétrant dans Saint-Germain-sur-Avre en prenant le n°D 562.

Vert-en-Drouais ne dispose d'aucune piste cyclable[Quand ?].

#### Transports
La ligne Paris-Granville qui traverse Vert-en-Drouais n'offre pas de desserte de gare. Les deux gares les plus proches de la mairie de Vert-en-Drouais sont : 
- à 3,3 km, la gare de Saint-Germain - Saint-Rémy située à Saint-Germain-sur-Avre ;
- à 8,5 km, la gare de Dreux.

Deux lignes de cars desservent la commune de Vert-en-Drouais en cinq arrêts[réf. nécessaire]:
- Ligne 6 (Aller[11]-Retour[12]) : gare de Dreux - Vert-en-Drouais - Saint-Germain-sur-Avre - Saint-Rémy-sur-Avre - Nonancourt - Saint-Lubin-des-Joncherets - Tillières - Verneuil (Salle des Fetes)[13]
- Ligne 6A : Dreux (Salle des Sports) - Vert-en-Drouais - Saint-Germain-sur-Avre - Saint-Rémy-sur-Avre - Nonancourt - Saint-Lubin-des-Joncherets - Dampierre-sur-Avre[14]

| N° | Arrêt                                           | Localisation                 | Correspondances |
| -- | ----------------------------------------------- | ---------------------------- | --------------- |
| 1  | Intersection rue des Favrils et rue Lucien Peau | 9 r de Dreux                 | 6, 6A           |
| 2  | Mairie de Vert                                  | 37 rue Charles-Waddington    | 6               |
| 3  | Église de Vert                                  | 4 place du Général-de-Gaulle | 6, 6A           |
| 4  | Plessis sur Vert-Luat - Lotissement             | 25 rue de la Pommeraie       | 6, 6A           |
| 5  | Marsalin                                        | 79 rue Charles-Waddington    | 6A              |

### Risques majeurs
Le territoire de la commune de Vert-en-Drouais est vulnérable à différents aléas naturels : météorologiques (tempête, orage, neige, grand froid, canicule ou sécheresse), inondations, mouvements de terrains et séisme (sismicité très faible). Il est également exposé à un risque technologique, le transport de matières dangereuses. Un site publié par le BRGM permet d'évaluer simplement et rapidement les risques d'un bien localisé soit par son adresse soit par le numéro de sa parcelle.

#### Risques naturels
Certaines parties du territoire communal sont susceptibles d’être affectées par le risque d’inondation par débordement de cours d'eau et par ruissellement et coulée de boue, notamment l'Avre et l'Aqueduc de l'Avre. La commune a été reconnue en état de catastrophe naturelle au titre des dommages causés par les inondations et coulées de boue survenues en 1993, 1995, 1999, 2001 et 2018,.

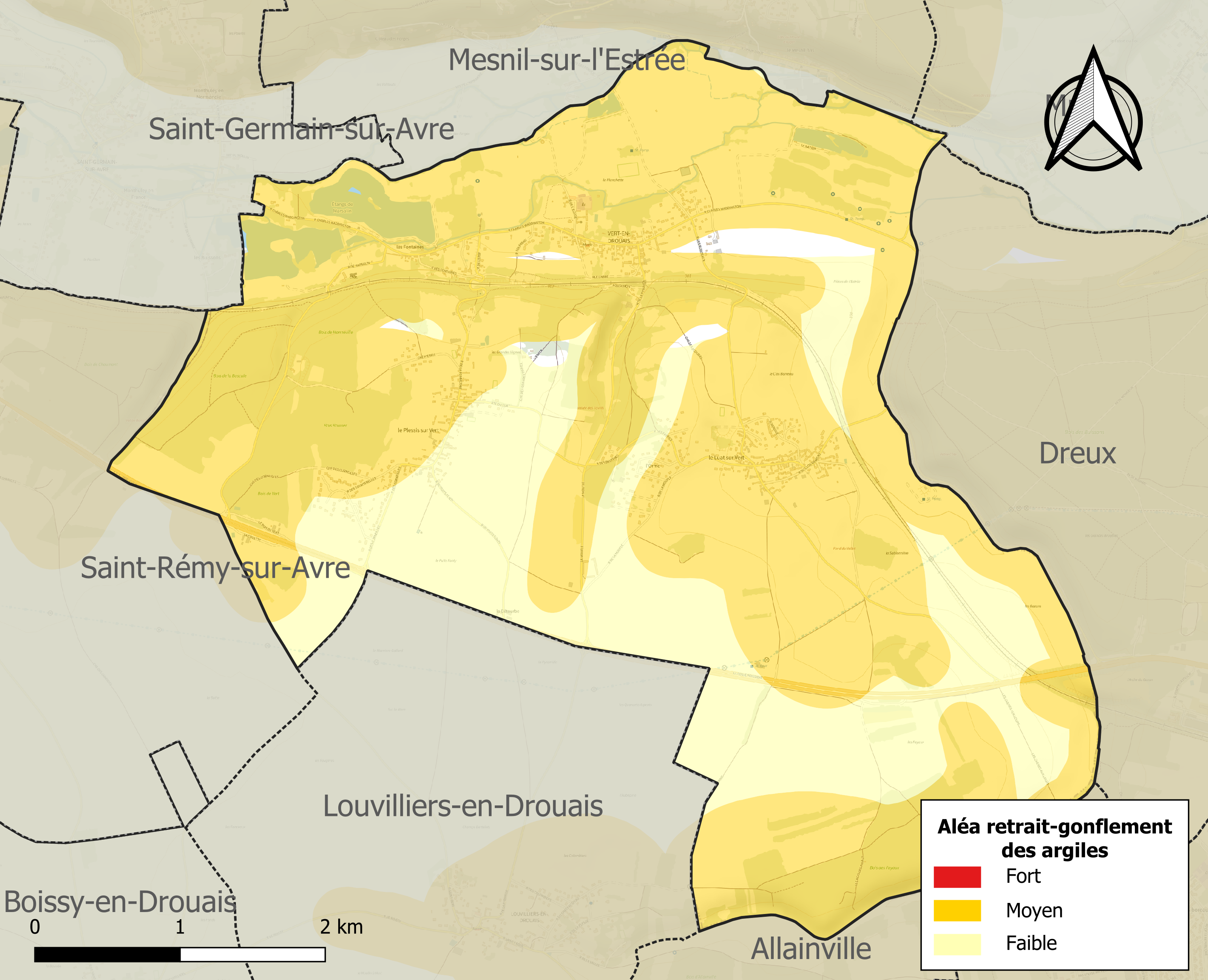
Carte des zones d'aléa retrait-gonflement des sols argileux de Vert-en-Drouais.

Les mouvements de terrains susceptibles de se produire sur la commune sont des affaissements et effondrements liés aux cavités souterraines. L'inventaire national des cavités souterraines permet de localiser celles situées sur la commune.
Le retrait-gonflement des sols argileux est susceptible d'engendrer des dommages importants aux bâtiments en cas d’alternance de périodes de sécheresse et de pluie. 73,7 % de la superficie communale est en aléa moyen ou fort (52,8 % au niveau départemental et 48,5 % au niveau national). Sur les 498 bâtiments dénombrés sur la commune en 2019, 406 sont en aléa moyen ou fort, soit 82 %, à comparer aux 70 % au niveau départemental et 54 % au niveau national. Une cartographie de l'exposition du territoire national au retrait gonflement des sols argileux est disponible sur le site du BRGM,.
Concernant les mouvements de terrains, la commune a été reconnue en état de catastrophe naturelle au titre des dommages causés par des mouvements de terrain en 1999.

#### Risques technologiques
Le risque de transport de matières dangereuses sur la commune est lié à sa traversée par des infrastructures routières ou ferroviaires importantes ou la présence d'une canalisation de transport d'hydrocarbures. Un accident se produisant sur de telles infrastructures est en effet susceptible d’avoir des effets graves au bâti ou aux personnes jusqu’à 350 m, selon la nature du matériau transporté. Des dispositions d’urbanisme peuvent être préconisées en conséquence.

## Toponymie
Le nom de la localité est attesté sous la forme Ver en 1207.
« Ver » d'un mot gaulois, vern, désignant l'aulne.
Le Drouais est une région naturelle située au nord de l'Eure-et-Loir, s'étendant dans une moindre mesure dans les Yvelines. Ouvert aux influences de la Normandie, de la Beauce et de l'Île-de-France. « Drouais » vient des « Durocasses », le peuple gaulois établi dans la région de Dreux.

## Histoire

### Origines
Un dolmen en grès est installé sur l’île aux menhirs du lac Générale témoignant la présence des premiers verdurocasses, situé 71 rue Charles-Waddington.
Aux premiers siècles, ils habitèrent à proximité dans une villa gallo-romaine située au Champtier de la Censaille, approvisionnée en eau par la fontaine Saint-Marcellin situé rue Charles-Waddington.
Les origines de Marsalin remontent au IVe siècle.
Après les invasions vikings, Vert-en-Drouais devient une commune frontalière entre la France et la Normandie. La commune de Vert-en-Drouais est limitrophe du département de l'Eure dont elle est séparée par la rivière de l'Avre.

### Époque moderne
Au XVIe siècle à l'occasion du mariage d'une de ses filles, le comte de Marsalin construit le « château de Marsalin » derrière ses deux tours du XVe siècle, situé rue de Marcelin.
Au XVIIIe siècle, le hameau le Luat-sur-Vert appartient à l’abbaye du Vieil-Estrée et s’appelle alors le Luat-sur-L’Estrée. 
En 1735, la pyramide kilométrique et frontalière no 44  Inscrit MH (1965), est construite à gauche de la RN 12 au croisement avec la D 311.4, la rue de la Moufle de Vert-en-Drouais et la rue de la Pyramide de Louvilliers-en-Drouais.
La pyramide routière marque la frontière entre trois bailliages appartenant à leur généralités respectives : 
- la no 24 Alençon, bailliage de Verneuil-sur-Avre.
- la no 20 Orléans, bailliage de Chartres.
- la no 12 Paris, bailliage secondaire de Dreux qui appartient au bailliage principal de Montfort-l'Amaury auquel appartient Vert-en-Drouais.

La Grande route de Paris en Bretagne par Verneuil et Mortagne est échelonnée d'une borne toutes les demi-lieues (équivalant à mille toises ou 1 949 mètres), ce qui donne un total de 301 bornes entre les 587 km qui séparent le parvis de la cathédrale Notre-Dame de Paris à Brest, la plupart du temps sur la gauche de la chaussée.
La borne no 44 à 87 km de Paris est formée d'une base en bloc de granit rectangulaire surmontée d'une pyramide obélisque en pierre de granit et couronné par une fleur de lys sculptée en pierre et dorée, disparue à la Révolution française. La pyramide a été préservée comme la dizaine d'autres répertoriées en France en 2014.

### XIXesiècle
Lors de la Révolution française, le château de Marsalin est incendié. Il est reconstruit en 1850[réf. nécessaire].

### Grandes guerres
La guerre 14-18 tue trente verdurocasses. Le 17 juillet 1921, un monument aux morts est élevé 4 place du Général-de-Gaulle.
Pendant la Première Guerre mondiale, Bertha Harjes infirmière de la Croix-Rouge française, créé un hôpital dans l'enceinte du château de Vert. Bertha Harjes fonde, au 41 rue Saint-Denis à Dreux, le dispensaire franco-américain qui fonctionnera jusque dans les années soixante-dix.
Après la guerre, la tuberculose fait des ravages. En 1925 est lancée en France la première campagne nationale du timbre antituberculeux. Pour la soutenir en Eure-et-Loir, Bertha Harjes offre 500 francs à Vert-en-Drouais qui devient le village qui achète le plus de timbres et qui permet à un garçon de partir en colonie de vacances sur l'île d'Oléron (1928). En 1932, Bertha Harjes décède à l'âge de 62 ans à Vert.
La guerre 39-45 tue cinq Verdurocasses. Trois soldats alliés sont tués sur la commune, mais le pilote d'un avion américain touché en vol et qui se crashe au petit étang s'en sort sain et sauf. En 1957, un Verdurocasse conscrit est tué lors de la Guerre d'Algérie.

### De nos jours
En 1982, Bertrand Kron créé le premier réservoir de pêche à la mouche de France. Le réservoir de 20 hectares est composé de trois lacs : 
- le « Lac du Château », un lac de 6 hectares, situé rue de Marcelin. À ce jour géré par Association Odysséa Nature.
- le « "Au P'tit étang" Marcelin », un lac de 3 hectares, situé 79 rue Charles-Waddington. A ce jour géré par Association Odysséa Nature.
- le « Lac Générale », un lac de 11 hectares, creusé en partenariat avec la Compagnie générale des eaux, qui en a donné le nom situé 79 rue Charles-Waddington.

»,. Mais le réservoir tombe en faillite (1984). Diplômé de l'école de pisciculture de Bavière, Günter Klein accepte de reprendre la gestion (mars 1985), pour en devenir l’exploitant unique (1986). Le matériel spécifique au réservoir introuvable en France l'oblige lui et son épouse Barbara Klein à créer la société Streamer pour l'importer d’Angleterre. Günter Klein creusa les bassins piscicoles pour la production des truites en 1987,.

## Politique et administration

### Rattachements administratifs et électoraux

#### Rattachements administratifs
La commune se trouve  dans l'arrondissement de Dreux du département d'Eure-et-Loir.
Elle faisait partie depuis 1793 à 1973 du canton de Dreux, année où ce canton est scindé et la commune rattachée au canton de Dreux-Nord-Est. En 1982, elle rejoint le canton de Dreux-Ouest. Dans le cadre du redécoupage cantonal de 2014 en France, cette circonscription administrative territoriale a disparu, et le canton n'est plus qu'une circonscription électorale.

#### Rattachements électoraux
Pour les élections départementales, la commune fait partie depuis 2014 du canton de Dreux-1
Pour l'élection des députés, elle fait partie de la deuxième circonscription d'Eure-et-Loir.

### Intercommunalité
Vert-en-Drouais  était membre de la communauté d'agglomération de Dreux agglomération, un établissement public de coopération intercommunale (EPCI) à fiscalité propre créé fin 2002 et auquel la commune avait transféré un certain nombre de ses compétences, dans les conditions déterminées par le code général des collectivités territoriales.
Cette intercommunalité a fusionné ses voisines de taille plus modeste  pour former, le 1er janvier 2014, la communauté d'agglomération du Pays de Dreux dont est désormais membre la commune.

### Liste des maires
| Période                                  | Période  | Identité                 | Étiquette | Qualité                                                                                         |
| ---------------------------------------- | -------- | ------------------------ | --------- | ----------------------------------------------------------------------------------------------- |
| Les données manquantes sont à compléter. |          |                          |           |                                                                                                 |
| 1983                                     | mai 2011 | Jacky Marbouty           |           | Chevalier de l’Ordre national du mériteDécédé en fonction                                       |
| 2011                                     | 2014     | Marie-Françoise Poullain |           |                                                                                                 |
| mars 2014                                | En cours | Évelyne Delaplace        | LR,       | Cadre retraitée Conseillère départementale de Dreux-1 (2021 → ) Réélue pour le mandat 2020-2026 |

## Équipements et services publics

### Eau et déchets
Le Bassin d’Alimentation des Captages de Vert-en-Drouais est composé de 10 captages d'eau potable : 4 captages par l’Agglo du Pays de Dreux et 6 captages par Eau de Paris.
Les deux captages grenelle (F1 code BBS 02163X0037 et F2 code BBS 02163X0057),, situé à la « Prairies des Guerre » 60 rue Charles Waddington sont exploités en délégation de service public, le SIVOM de Vert-en-Drouais déléguant l'exploitation à la Lyonnaise des eaux. Le captage alimente la commune de Vert et trois communes sans ressource propre, Allainville, Boissy-en-Drouais et Louvilliers-en-Drouais,.
Les deux captages grenelle dits de secours (F1 code BBS 02163X0035/S et F2 code BBS 3X0038) situés aux « Près-Hauts » 1 rue des Ruisseaux sont de type d'exploitation régie, étant géré par l'Agglo du Pays de Dreux. Ils peuvent être utilisés en secours par l'usine de dénitrification. L'usine est déléguée en délégation de service public à la Lyonnaise des eaux situé 3 rue Norbert Baudran à Vernouillet.
La distribution de l'eau à partir de cette usine n’est pas de la compétence de l'Agglo du Pays de Dreux, mais des communes qui sont au nombre de 12: Dreux, Vernouillet, Garnay, Marville-Moutiers-Brûlé, Luray, Sainte-Gemme-Moronval, Garancières-en-Drouais, Tréon, Crécy-Couvé, Saulnières, Aunay-sous-Crécy et Le Boullay-Thierry.
Vert-en-Drouais disposera d'un assainissement collectif prévu pour mi-2015. Les eaux usés et pluviales sont traitées dans la station d'épuration situé 1 chemin des Châtelets à Dreux, qui est de la compétence de la STEP de Dreux (STation d'EPuration des Eaux usées) délégué à Suez-Environnement - Lyonnaise-des-Eaux.
Le 12 mai 2014, la commune, la communauté d'agglomération du Pays de Dreux et l’Agence de l’Eau Seine-Normandie ont financé les 30 millions d’euros de l’un des plus grands et ambitieux chantiers de réseau d'égout souterrain de France. Prévu d'être mis en service à la mi 2015, le réseau d’assainissement collectif permettra la collecte et le traitement des eaux usés et pluviales ainsi que leur acheminement à la station d’épuration des Châtelets à Dreux.

### Enseignement
Vert-en-Drouais est situé dans l'Académie d'Orléans-Tours (zone B). Les enfants de la commune sont scolarisés dans les cinq classes de la nouvelle école primaire publique « Bertha-Harjes » (inaugurée en 2015) situé 6-8 place du général de Gaulle. Elle est actuellement composée de deux classes de maternelle (PS/GS et MS/GS) ainsi que de trois classes d'élémentaire (CP/CE1, CE1/CE2 et CM1/CM2).
Auparavant, l'école était divisée sur deux sites :
- L’école maternelle était située au 29 rue Charles-Waddington avec la garderie.
- L’école élémentaire était située sur le site actuel, 6 place du Général-de-Gaulle pour trois classes (CP/CM1, CE1/CE2 et CE2/CM2).

La cantine et le périscolaire sont également situé sur le site de l'école élémentaire au 6-8 place du général de Gaulle.
Les adolescents de 11 à 14 ans vont au collège Louis-Armand et ceux de 15 à 17 ans au lycée Rotrou à Dreux.

### Sports
Les élèves de CP, CE1 et CE2 bénéficient de séances de natation à la piscine de Saint-Rémy-sur-Avre.
Le bourg dispose d'un stade qui est un terrain de football situé rue des Ruisseaux.
Le Plessis-sur-Vert dispose également de son terrain de football situé 3 rue des Tourterelles.

## Population et société

### Démographie
Ses habitants sont appelés verdurocasses.

L'évolution du nombre d'habitants est connue à travers les recensements de la population effectués dans la commune depuis 1793. Pour les communes de moins de 10 000 habitants, une enquête de recensement portant sur toute la population est réalisée tous les cinq ans, les populations de référence des années intermédiaires étant quant à elles estimées par interpolation ou extrapolation. Pour la commune, le premier recensement exhaustif entrant dans le cadre du nouveau dispositif a été réalisé en 2006.

En 2022, la commune comptait 1 119 habitants, en évolution de +1,73 % par rapport à 2016 (Eure-et-Loir : −0,23 %, France hors Mayotte : +2,11 %).
| 1793 | 1800 | 1806 | 1821 | 1831 | 1836 | 1841 | 1846 | 1851 |
| ---- | ---- | ---- | ---- | ---- | ---- | ---- | ---- | ---- |
| 744  | 639  | 695  | 674  | 671  | 737  | 710  | 726  | 707  |

| 1856 | 1861 | 1866 | 1872 | 1876 | 1881 | 1886 | 1891 | 1896 |
| ---- | ---- | ---- | ---- | ---- | ---- | ---- | ---- | ---- |
| 716  | 655  | 677  | 666  | 657  | 640  | 642  | 626  | 603  |

| 1901 | 1906 | 1911 | 1921 | 1926 | 1931 | 1936 | 1946 | 1954 |
| ---- | ---- | ---- | ---- | ---- | ---- | ---- | ---- | ---- |
| 600  | 563  | 537  | 536  | 570  | 544  | 520  | 451  | 437  |

| 1962 | 1968 | 1975 | 1982 | 1990  | 1999  | 2006  | 2011  | 2016  |
| ---- | ---- | ---- | ---- | ----- | ----- | ----- | ----- | ----- |
| 489  | 466  | 620  | 720  | 1 034 | 1 039 | 1 049 | 1 146 | 1 100 |

| 2021  | 2022  | - | - | - | - | - | - | - |
| ----- | ----- | - | - | - | - | - | - | - |
| 1 108 | 1 119 | - | - | - | - | - | - | - |

L’agglomération de Dreux exerce l’attraction principale sur la population active de la commune suivie par la région parisienne, moins d’un actif sur quatre travaille dans une commune du département d'Eure-et-Loir.

### Médias
L'Écho républicain est le seul journal payant de la presse papier d'Eure-et-Loir. Il est accessible en kiosque ou par abonnement.
La commune ne possède pas de radio locale. En cas de catastrophe naturel, la radio locale de Dreux, RTV (Radio Des Trois Vallées) annonce les bulletins d'informations sur la fréquence 95.7 FM à partir de l'antenne no 445505 situé sur le « Plateau des Bates » rue Saint-Thibault à Dreux.
France 3 - Centre est la seule chaine de télévision à diffuser des actualités locales d'Eure-et-Loir accessible par l'antenne TNT de « Les Fours à Chaux » à Nonancourt pour le bourg et les Fontaines et de l'antenne de Chartres-Montlandon pour le Plessis, le Luat et l'Orme du fait de la géographie,,.
Le département d'Eure-et-Loir ne dispose pas de chaine de télévision associatives ou de collectivités locales. La télévision Web « Le 28.tv » met en ligne des vidéos d'actualités du département.
Une antenne-relais de téléphonie mobile est présente sur la commune au bout de la rue la Fosse Liber accessible via la D312.10 au Plessis-sur-Vert. Elle appartient à l'opérateur Orange, mesure 22,0 mètres de haut et émet en GSM 900 (2G) et UMTS 2100 (3G).

### Cultes
La commune de Vert compte un cimetière, situé 245B rue Solereau.

## Culture locale  et patrimoine

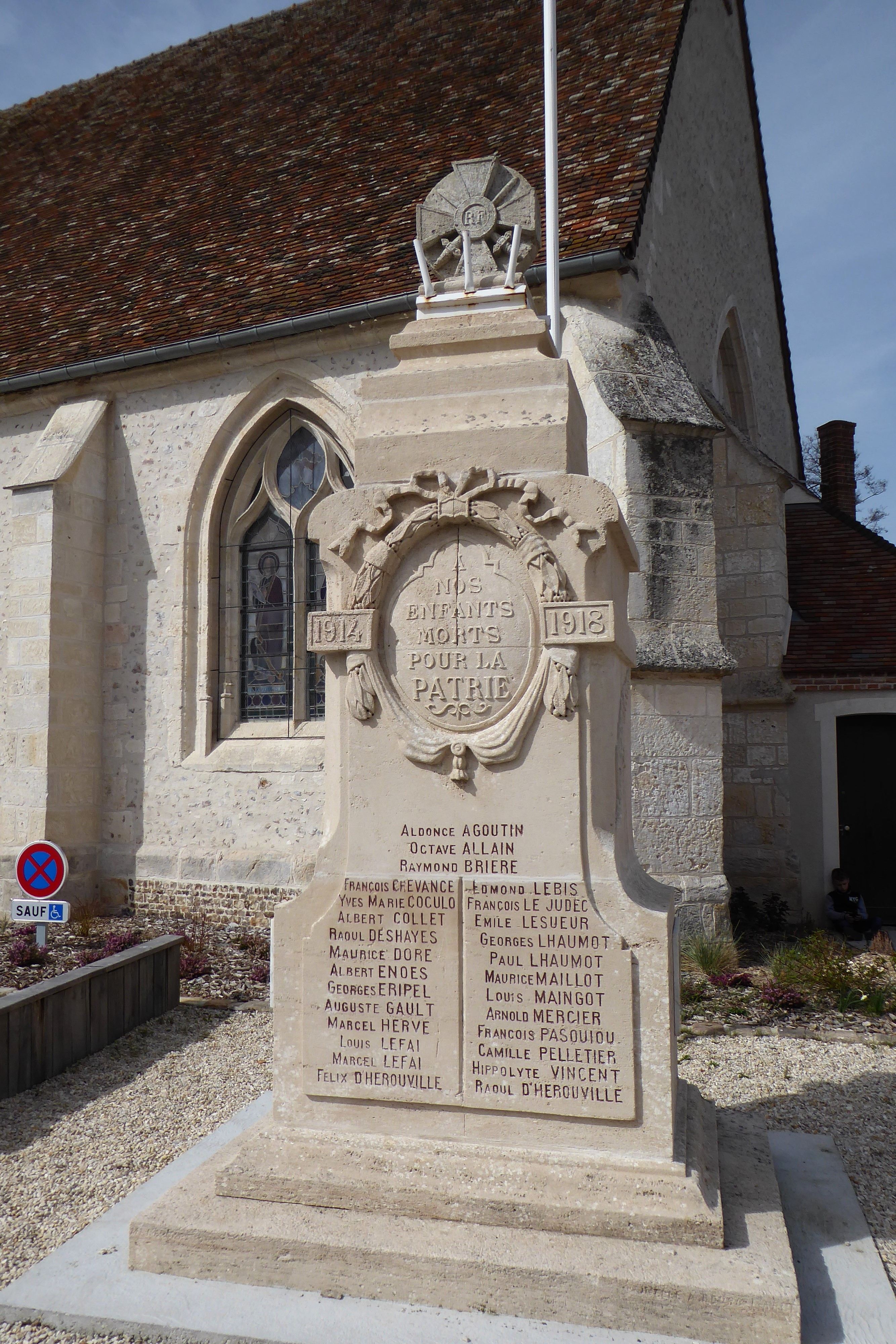
Le monument aux morts.

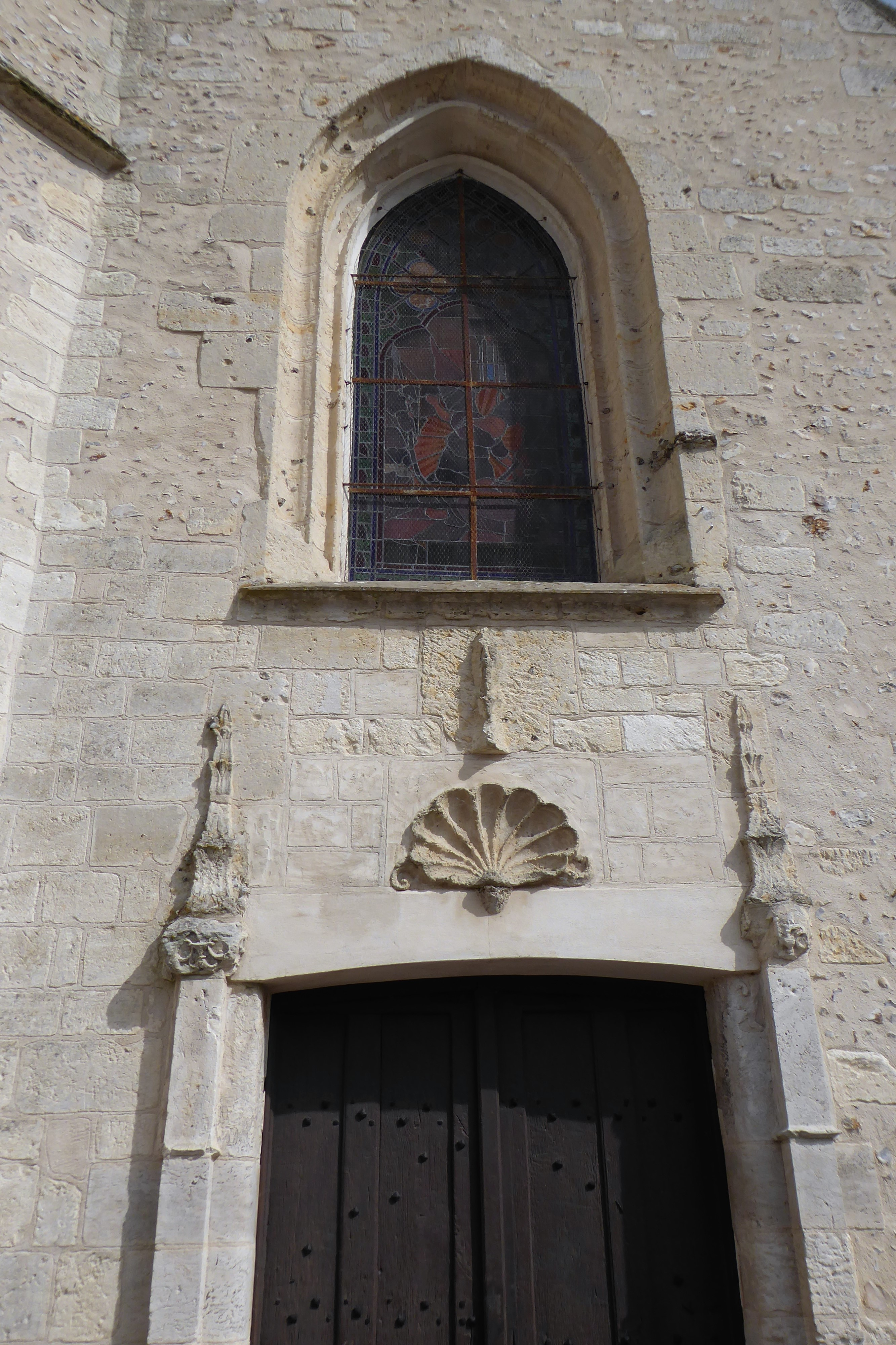
Entrée de l'église Saint-Pierre, surmontée d'une coquille Saint-Jacques.

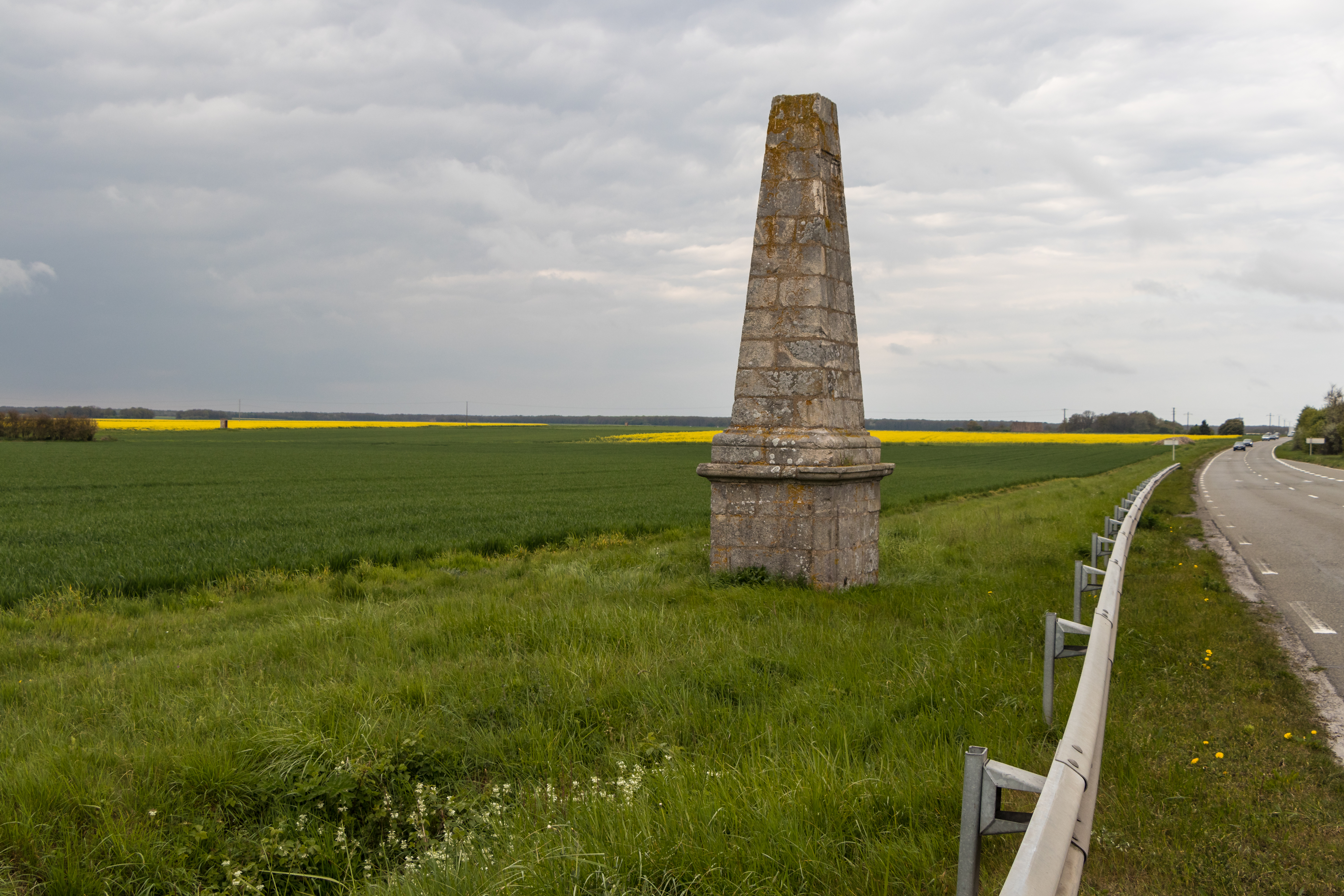
Obélisque de Louvilliers-en-Drouais.

### Lieux et monuments
- L'église Saint-Pierre[60] du XIIIe siècle : l'édifice abrite treize objets inscrits ou classés en tant que monuments historiques[61], dont le tableau du maître-autel représentant le reniement de Pierre[62] ;
- le monument aux morts, situé devant l'église ;
- Les vestiges d’une villa gallo-romaine au champtier de la Censaille, rue Charles-Waddington ;
- Un dolmen en grès sur l'ile du lac Générale, au 71 de la rue Charles-Waddington ;
- La mairie, 37 rue Charles-Waddington ;
- La salle des fêtes, 1 place du Général-de-Gaulle ;
- Un calvaire, érigé à l'intersection de la rue des Ruisseaux et de la rue Charles-Waddington ;
- La pyramide no 44 datant de 1735, frontalière entre les généralités de Paris et d'Alençon, située sur la commune de Louvilliers-en-Drouais en bordure de la RN 12 ; l'édifice est inscrit au titre de monument historique[63].

### Cadre de vie et tourisme
- Le camping de Marsalin de Nicolas Bocquillon et Élodie Wissocq qui accueillent leurs hôtes toute l’année, dans leur camping deux étoiles, sur une superficie totale de 2,5 hectares pour 65 emplacements, situé 3 place du Général-de-Gaulle[64],[65] ;
- Odysséa Nature, est une association qui accueille familles, pêcheurs, écoles au bord des étangs, du lac du Château, du "P'tit étang" et dans sa mini ferme. Propose des visites éducatives, du loisir nature, et du conseil en gestion des milieux naturels. Un potager en permaculture est en création, ainsi qu'un verger conservatoire. Cette initiative privée est une illustration de la mutation nécessaire face aux enjeux climatiques et sociaux.
- Le « château de Marsalin » du XVIe siècle, rue de Marcelin ;
- Le Grand terrain communal accueille la fête communale « Les Foulées » annuelle le 2 ou 3e week-end de septembre, rue des Ruisseaux ;
- L'étang des Forges, rue des Ruisseaux ;
- L'étang « Lac du Château », rue de Marcelin ;
- L'étang « "Au P'tit étang" Marcelin », 79 rue Charles-Waddington ;
- L'étang « Lac Générale », 79 rue Charles-Waddington ;
- Le GR 22 Paris - Le Mont-Saint-Michel longe par deux fois la commune de Vert-en-Drouais : 
  - une première fois le long de la D 152 marquant la limite avec Dreux ;
  - une fois deuxième le long de l'Avre et de la D 50 marquant la limite avec Mesnil-sur-l'Estrée.
- Balisé par les couleurs jaune et bleu, le « chemin anglo-normand » du chemin de Saint-Jacques-de-Compostelle passe par Vert-en-Drouais[66]. Venant de Dieppe, il arrive à Mesnil-sur-l'Estrée jusqu'au croisement entre la route « Le Fayet » et la « route du Mesnil ». Ici, le chemin offre deux trajets possibles pour rejoindre Dreux, un direct et un passant par Vert-en-Drouais : 
  - Le chemin direct continue tout droit en lisière et rejoint le GR 22. Après 400 mètres, le chemin rejoint la D 76. Le chemin utilise la D 76 sur 40 mètres, puis la quitte à la barrière équipée d'un échalier à chèvres situé à gauche de la chaussée. Le chemin quitte la D 76 et descend la ZNIEF (zone naturelle protégée), il passe par une nouvelle barrière et retombe une deuxième fois sur la D 76. Le chemin remonte la D 76 sur 40 mètres et la quitte pour descendre jusqu'à la D 50. Il suit la D 50 par la droite sur 300 m pour atteindre à nouveau la D 76, qu'elle suit sur la gauche. Il traverse le pont Franché au-dessus de l'Avre. La D 76 change de numéro et devient la D 152.3 qui délimite la frontière entre Vert-en-Drouais et Dreux. Le chemin arrive après 500 m au carrefour « Croix Saint-Jacques » ;
  - Le chemin indirect prend la route du Menils sur la droite, emprunte la D 562 qu'il quitte au rond-point du château, en prenant la rue du Moulin. Le chemin rejoint le GR 22 et arrive sur la rue Firmin-Didot (D 50). Il emprunte la rue sur 150 m, puis traverse et quitte la chaussée de l'autre côté en prenant la rue à gauche. Le chemin longe l'Avre et quitte le GR 22 en traversant et quittant la chaussée de l'autre côté à gauche pour franchir l'Avre par 3 passerelles métalliques, et pénètre dans Vert-en-Drouais. Le chemin emprunte la rue des Ruisseaux, tourne à droite pour longer l'étang des Forges, rejoint la rue du Moulin-de-Vert, qui passe un ponceau et amène à l'église Saint-Pierre de Vert-en-Drouais. Le chemin rejoint la D 152 qu'il emprunte par la gauche sur 2 km jusqu'au carrefour « Croix Saint-Jacques ».

Au carrefour « Croix Saint-Jacques », les deux chemins se réunissent en un seul. Le chemin de Compostelle quitte la D 152.3, la D 152 et le GR 22 pour monter la côte Saint-Jacques dans le Bois des Buissons à Dreux. Le chemin arrive à Chartres en 254 km pour 8 à 12 jours de marche,,. Le chemin continue par Tours et enfin Saint-Jean-Pied-de-Port.

### Personnalités liées à la commune
- En 1686, Charles Marie Joseph de Bochart, prieur de Vert-en-Drouais donne à Anne Charlotte de Bochart, épouse Jean Baptiste de Loyac de la Bachellerie, la terre et seigneurie de Chaudon[70].
- Le 22 mai 1811, Napoléon Ier et Marie-Louise d'Autriche déjeunèrent sur l'herbe à l'ombre de la Pyramide routière. De même le 22 juin 1815, fuyant vers l'île de Ré, Napoléon y fait un court repas[71]
- Bertha Harjes, la fille de John H. Harjes (1830-1914), qui est associé à Anthony J. Drexel et Eugene Winthrop, banquiers de la « Drexel, Harjes & Co » à Paris, nait en 1869[72],[73]. En 1871, J. P. Morgan s'associe et le nom de la banque et renommé en « Drexel, Morgan, Harjes & Co. ».
Le 14 juin 1892, deux mois avant son mariage, Charles Waddington, fils aîné de Evelyn et Richard Waddington, sénateur de la Seine-Inférieure, présente sa fiancée Bertha Harjes aux 1 200 ouvriers de la manufacture filature de coton de Saint-Rémy-sur-Avre appartenant à son père[réf. nécessaire].Le mariage a lieu le 14 août 1892. Au château de Saint-Rémy, un banquet de 1500 couverts, 350 kilos de jambon, 1 600 kilos de boucherie, et 14 kilos de moutarde attend le gouvernement dont le ministre de la justice, Louis Ricard, le député de Dreux Louis Terrier, le sénateur et sous-préfet de Dreux Émile Labiche, la marquise de Clinchamp, le vicomte et vicomtesse d’Arjuzon, M. et Madame Firmin-Didot propriétaires de l'imprimerie de Mesnil-sur-l'Estrée, M. et Madame Marcel Delmas, la comtesse de Vieil-Castel, MM. Harjes, de Coynart, Lallier, le comte d'Erard, etc. Le canon qui tonne ordonne aux 84 servants et aux nombreux domestiques le changement de chaque plat[réf. nécessaire].
Le couple s'installe au château de Vert-en-Drouais. En 1895, le décès de Drexel permet à J. P. Morgan de renommer la banque en Morgan, Harjes & Co. (en) et d'en devenir le dirigeant. En 1909, John H. Harjes part en retraite et laisse sa place à son fils son Henry Herman Harjes[réf. nécessaire].
Les prêts très rentables de la banque « Morgan, Harjes & Co » auprès des alliés de la Première Guerre mondiale pour l'achat de matériels militaires ont été très critiqué. En 1920, le frère de Bertha Harjes, Henry Herman Harjes (1875-1926) rachète le château d'Abondant et les onze hectares du parc à côté de la forêt de Dreux, où sa fille Hope Dorothy tombe mortellement à cheval 3 janvier 1923). En août 1926, Henry Herman meurt lors d’un match de polo à Deauville. Le château et le parc sont vendus. J.P. Morgan renomme la banque J.P. Morgan & Co.[réf. nécessaire]
Le 4 juillet 2012, l'école de Vert est dénommé école-Berta-Harjes.
- René Maltête (1930-2000), photographe de renom. Il a vécu à Vert-en-Drouais il s'était fait construire une maison.

#### Bases de données et dictionnaires
- Site officiel
- Ressources relatives à la géographie :   - Insee (communes)
  - Ldh/EHESS/Cassini
- Ressource relative à plusieurs domaines :   - Annuaire du service public français
- Notices d'autorité :   - BnF (données)